# رادیس
رادیس (به آلمانی: Radis) یک منطقهٔ مسکونی در آلمان است که در کمبرگ واقع شده‌است. رادیس ۱٬۳۲۶ نفر جمعیت دارد.